# Milutin Farkaš
Milutin pl. Farkaš (také Milutin plemeniti Farkaš, *4. ledna 1865, Križevci – †18. dubna 1923, Záhřeb) byl chorvatský právník, hudebník, hudební pedagog, skladatel, publicista a tamburaš. Je považován za jednu z klíčových osobností vývoje tamburašské hudby v Chorvatsku s cílem povznést tamburašskou hudbu z úrovně lidové zábavy na plnohodnotnou koncertní činnost. Je autorem tzv. Farkašova systému ladění tamburašského orchestru, který měl dlouhodobý vliv na orchestrální tamburašskou praxi v Chorvatsku, Bosně a částečně i ve střední Evropě.

## Život
Narodil se v Križevcích a později vystudoval právo na Záhřebské univerzitě. Mezi lety 1874–1881 se věnoval studiu violy u A. Švarce. V letech 1891–1923 působil jako tajemník a knihovník v Hudebním ústavu v Záhřebu.
Hrál jako violista v operním orchestru i v orchestru Hrvatského sokola. V letech 1883–1884 vedl gymnaziální orchestr v Záhřebu.

## Hudební činnost
V roce 1882 spoluzaložil tamburašský orchestr Hrvatska lira, kde hrál na brač I. S tímto orchestrem vystupoval také v Čechách (1884). V letech 1885–1886 jej vedl jako dirigent. Později vedl tamburašský sbor 53. pěšího pluku v Záhřebu a založil komorní Tamburaški sekstet.

## Dílo
Je autorem první moderní chorvatské metodiky hry na tamburu – Kratka uputa u tamburanje po kajdah (Stručný návod k hraní na tamburu podle not), vydaná v 8. přepracovaných edicích mezi lety 1896–1914. V odborném časopisu Tamburica publikoval v letech 1903–1905 články, včetně pedagogického textu Naputak za tamburaše.
Zkomponoval nebo upravil řadu skladeb jako Za jedan časak, Živila Hrvatska, Na gondoli, Hrvatsko kolo, Napuljska pučka popievka a Ankina polka (úprava díla Johanna Strausse). Spolu s Vjekoslavem Klaićem vydal ve školním prostředí používaný zpěvník Hrvatska pjesmarica (1893-1894).
Nepsal univerzální partitury, ale rozlišoval úroveň dovednosti hráčů (začátečníci, pokročilí, profesionální hudebníci). Psal různé verze aranží, přizpůsoboval tónový rozsah a rytmickou obtížnost, které odpovídaly technickým možnostem konkrétních tamburašských spolků. 

## Farkašův systém
Farkašův systém (chorvatsky Farkašov sistem) je dvouhlasý orchestrální systém ladění tamburašských nástrojů, založený na kvintové výstavbě. Na rozdíl od tzv. Srijemského systému, běžného v Srbsku a Vojvodině, používá odlišné ladění a rozložení hlasů, což vede k specifickému zvuku orchestru. Farkašův systém se udržel v oblasti Záhřebu až do 60. let 20. století.
V roce 2020 byla tradice hry Farkašova systému ladění zapsána do Reprezentativního seznamu nemateriálního kulturního dědictví Chorvatské republiky.

## Odkaz a vliv
Farkaš je považován za zakladatele moderní orchestrální tamburašské školy v Chorvatsku. Jeho pedagogické a skladatelské dílo ovlivnilo několik generací hudebníků.

### Spojení s Českou republikou
Farkaš vystupoval v roce 1884 s tamburašským orchestrem Hrvatska lira také v Čechách.
Jedním z výjimečných současných souborů, které nadále udržují Farkašův systém v praxi, je Tamburašský soubor Brač ze Studénky v České republice. Tento soubor, fungující nepřetržitě od roku 1913, patří k nejstarším tamburašským tělesům ve střední Evropě. Kromě dnes již běžně používaného Srijemského systému hraje rovněž podle Farkašova systému na původní tambury.. Ve svém notovém archivu uchovává také několik originálních skladeb Milutina Farkaše. Díky tomu je tento soubor považován za důležitý most mezi balkánskou a středoevropskou hudební tradicí.